# Dystrykt South East
Dystrykt South East (inna nazwa: Borwa-Botlhaba) – jeden z 9 dystryktów Botswany, znajdujący się w południowo-wschodniej części kraju. Stolicą dystryktu jest Gaborone, które jednocześnie pełni funkcję stolicy całego państwa. W 2011 roku ten najmniejszy botswański dystrykt zamieszkiwało ponad 345 tys. ludzi. W 2001 roku liczba ludności wyniosła 276 319 osób.
Dystrykt South East składa się z poddystryktu o tej samej nazwie oraz z leżących w nim dwóch tzw. gmin miejskich: Gaborone i Lobatse.